# Božena Studničková
Božena Studničková (31. ledna 1849, Praha – 25. listopadu 1934, Praha) byla česká spisovatelka a básnířka, převážně pro děti, což vyplývalo z její profese učitelky mateřské školy. Angažovala se také v esperantském hnutí jako autorka a předsedkyně Prvního ženského spolku esperantského při Náprstkově muzeu (1904).
Za svoji činnost pro děti byla vyznamenána zlatým záslužným křížem s korunou a bronzovou záslužnou medailí královského města Prahy.

## Dílo
- Ohlas nitra (1874 – lyrická poezie)
- Dětská zahrádka (1877, 1881, 1905 – verše pro děti)
- Škola mateřská (1883, 1891) [3] [4]
- Snění a život (1886 – novely)
- Úvahy a otázky methodické z oboru mateřských škol (1891)
- Z dětského života (1895)
- Mateřským školám (1896)
- Pohádky (1899)
- Gratulant a deklamátor (1899)
- Kdo to uhodne? (1899)
- Pěstounkám škol mateřských (1901)
- Pro dětský svět (1902)
- Vánoční písně a koledy (1902)
- Z dětské říše (1907 – povídky pro děti)
- O začarovaných dětech (1917 – hra)
- Zázračné koření (1921 – loutková hra)
- Kdo to dovede? (1922 – loutková hra)
- Petit grammaire complète (1922 – přehled francouzské gramatiky)
- Dětem o dětech (1923)
- Vděčný jelínek (1924 – loutková hra)
- Z říše stálic (1925)
- Ovečka v trní (1925 – loutková hra)
- Tuláček (Vagabondeto, 1925 – loutková hra) [5]
- Pouť do nebe (1926 – loutková hra) [6]
- Čarovné dudy (1926 – loutková hra) [7]
- Kouzelný prsten (1926 – loutková hra) [8]
- Námluvy princezny Prozerpíny (1926 – loutková hra) [9]
- Malíček, malý syneček (1931 – loutková hra)